# Viadotto Torrente Recco
Il viadotto Torrente Recco è un viadotto autostradale italiano, si trova lungo l'autostrada A12 (strada europea E80) nel territorio del comune di Recco.
Il nome deriva dal torrente valicato dal viadotto, ovvero il Recco, principale rivo della valle.

## Storia
Il viadotto è stato progettato dall’Ingegnere Pacifico Pellis e costruito dall’Impresa SCAI negli anni 1960.
La tratta autostradale Recco-Sestri Levante è stata inaugurata il 2 agosto 1969.
Durante la costruzione di uno dei piloni del viadotto è stata distrutta la cavità naturale presente sul versante di Levante della vallata, la quale conteneva un lago sotterraneo. Quello che ne rimane oggi nei pressi del pilone è solamente un canale di scolo per permettere il deflusso delle acque provenienti dalla cavità.

## Caratteristiche
Il viadotto ha una lunghezza complessiva di 560,15 metri e si sviluppa con un'altezza di circa 80 m. rispetto al livello del terreno circostante l'alveo del torrente.
Le pile hanno struttura scatolare in calcestruzzo armato ordinario con fondazione diretta per quanto riguarda le pile laterali, mentre le centrali caratterizzate da una maggiore altezza (superiore a 75 m.) hanno fondazioni costituite da pali.
Le due pile centrali, munite di mensole con sbalzo di 8 m., possiedono una luce di 58 m., mentre le luci rispetto alle pile affiancate sono di 51,50 m.
Le diverse luci sono ottenute combinando diverse metodologie di costruzione: per quanto riguarda le mensole centrali si tratta di calcestruzzo armato precompresso mediante cavi scorrevoli, mentre le campate minori sono realizzate mediante l'utilizzo di impalcati prefabbricati con il metodo Ferrocemento, ciascuno di lunghezza 42 m.
Le solette sono state realizzate mediante lo stesso metodo (prefabbricate e precompresse) e connesse alle travi mediante l'utilizzo di tamponi in calcestruzzo armato gettato in opera.